# AUT.18戰鬥機
'AUT.18戰鬥機是意大利Aeronautica Umbra飛機製造廠的Felice Trojani的飛機工程師研發，目的是要取代當時意大利空軍的雙翼戰鬥機﹝例如:CR.42戰鬥機﹞，其名稱開頭正是Aeronautica Umbra和Trojani的縮寫，18是指其主翼面積，原型机1939年4月22日首次試飛。該機為全鋁合金製造單翼戰鬥機，外表和日本零式戰鬥機有點相似，但意大利空軍認為此機並不比正在發展的MC.200戰鬥機和G.50戰鬥機要好，故最終祇造了一架原型機後停止發展。

## 基本資料
- 乘員:1人
- 機長:8.56米
- 翼展:11.5米
- 翼面積:18.7平方米
- 機高:2.88米
- 空重:2,320公斤
- 載重:2,975公斤
- 最快速度:480公里/小時
- 航程:800公里
- 昇限:10,000米
- 發動機:飛雅特A80RC41風冷式發動機(1,044匹馬力)
- 武裝:機翼2挺12.7毫米口徑SAFAT機槍

## 研發國家
- 義大利

## 外部連結
- AUT.18（页面存档备份，存于）